# Prudhoe Bay
Prudhoe Bay, deutsch Prudhoe-Bai, ist ein Census-designated place (CDP) im North Slope Borough im Bundesstaat Alaska in den Vereinigten Staaten. Sie ist der Ausgangspunkt der quer durch Alaska bis zum eisfreien Hafen Valdez führenden Trans-Alaska-Pipeline. Das U.S. Census Bureau hat bei der Volkszählung 2020 eine Einwohnerzahl von 1.310 ermittelt.
In der Prudhoe Bay befindet sich mit dem Prudhoe-Bay-Ölfeld das größte Erdölvorkommen der USA mit einem ursprünglichen Volumen von 25 Milliarden Barrel, das 1968 entdeckt wurde. Das Feld erreichte 1988 mit einer Produktion von knapp 2 Millionen Barrel pro Tag sein Fördermaximum (Peak-Oil). Seither befindet sich die Förderung im Rückgang. 2006 wurden die verbleibenden Reserven auf mindestens 2 Milliarden Barrel geschätzt, 11 Milliarden Barrel sind zwischen 1977 und 2005 bereits gefördert worden.
Nach Prudhoe Bay führt von Fairbanks der 666 Kilometer lange und bis auf die Höhe von 1415 m ansteigende Dalton Highway, der lange Zeit für den Privatverkehr gesperrt war.
Im Dezember 2018 hat eine Probebohrung – Hydrate 01 Stratigraphic Test Well – an Land nahe der Küstenstraße Proben von Methanhydrat unter Erhalt des geologischen Drucks entnommen. Nach deren Analysen wurde am 26. April 2019 veröffentlicht, dass in 844 und in 700 m Tiefe je eine Schicht mit Methanhydrat in den Poren des körnigen Gesteins vorliegt.

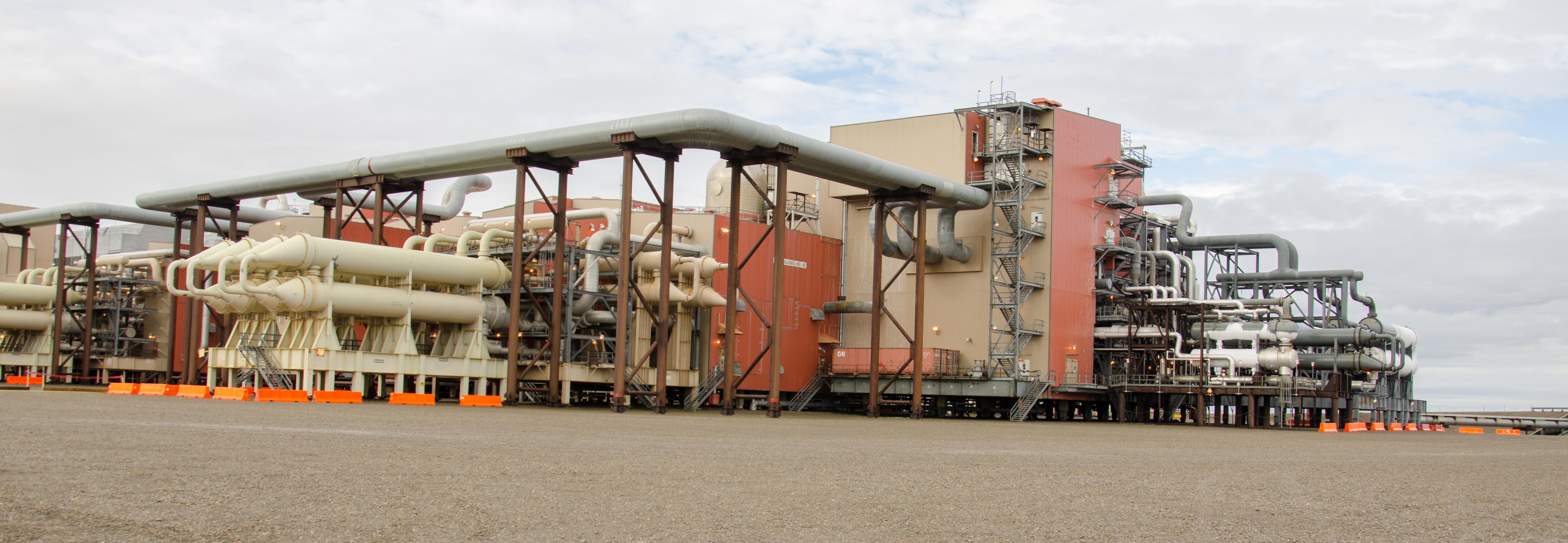
Central Gas Facility in Prudhoe Bay
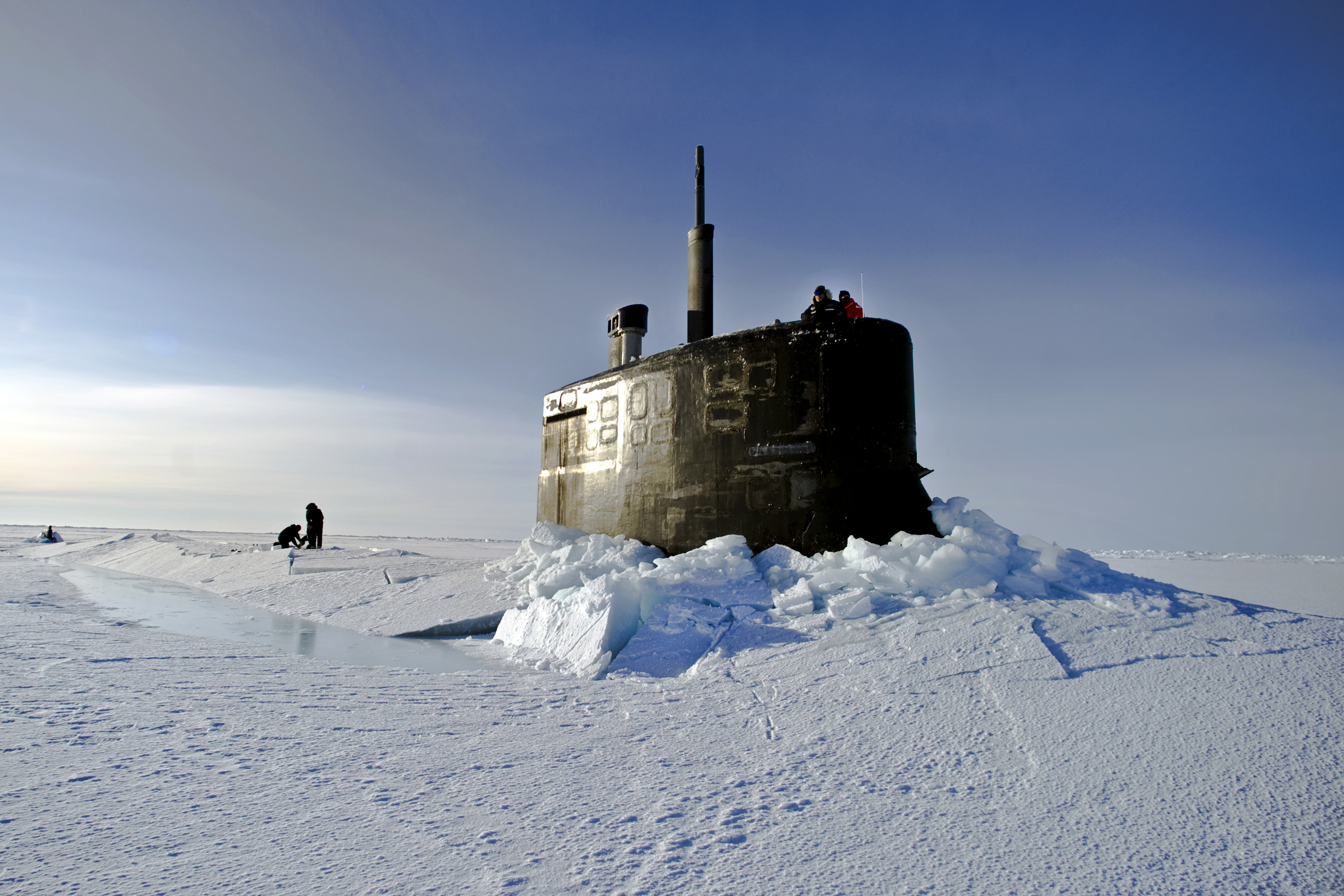
Das U-Boot USS Connecticut durchbricht bei Prudhoe Bay das Eis
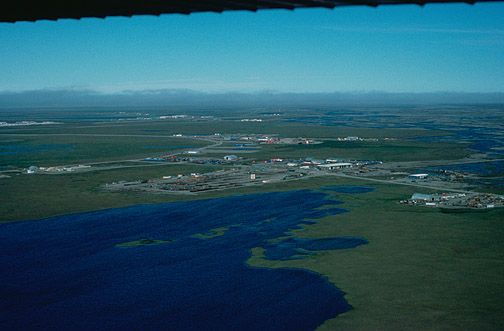
Luftbildaufnahme von Prudhoe Bay im Jahr 2010

## Geschichte
Prudhoe Bay wird seit 1980 als census-designated place geführt.

## Demographie
Zum Zeitpunkt der Volkszählung im Jahre 2000 gab es nur einen Haushalt in der Stadt, der aus einem Ehepaar mit zwei Söhnen und einer Tochter bestand. Neben diesem einen Haus gibt es nur Wohncontainer für die Mitarbeiter des Ölförderunternehmens, die zum Großteil aus anderen US-Bundesstaaten oder direkt aus Alaska stammen.